# 念力

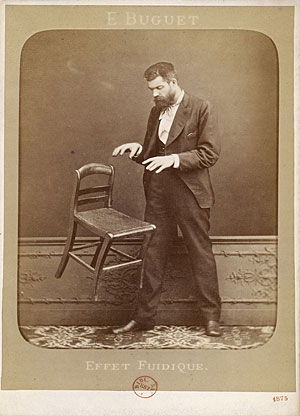
フランスの霊媒写真家エドゥアール・ビュゲー（1875年撮影）。なお彼は後の裁判で写真がトリックであることを認めた。

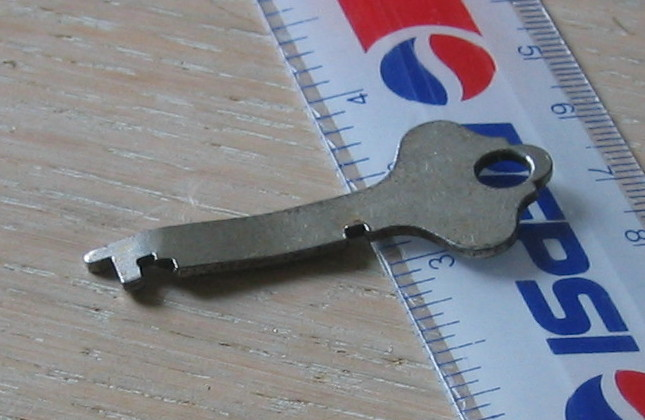
1974年にトロントで開催されたサイコキネシス・カンファレンス(1974 Toronto Psychokinesis Conference）の会場において、参加者たちが凝視する中、マシュー・マニングが曲げた鍵。

念力（ねんりき、英: psychokinesis）とは、超能力の一つで、意思の力だけで物体を動かす能力のこと。「念動力（ねんどうりょく）」「観念動力（かんねんどうりょく）」とも言う。英語の略称を使いPK（ピーケー）と呼ぶこともある。

## 概要
サイコキネシスは「psycho（サイコ）」+「kinesis（キネーシス）」という構成の語であり、英語で言えば "mind-movement" にあたり、「心（念）による運動」という意味の表現である。
サイコキネシスとほぼ同類に扱われることのある概念に「テレキネシス（telekinesis）（略称：TK）」がある。テレキネシスは、「tele（テレ）」+ 「kinesis（キネーシス）」という構造の語で、英語に直訳すると"distant-movement"などになり、「離れて運動を起こす」という意味の表現である。
1960年代から1970年代にかけて、ロシア人女性のニーナ・クラギーナが、念動力者として世界的な話題となり、念動力の代表的な人物とされていた。日本では、それ以前は、SFで知られた概念だったが、ユリ・ゲラーが1974年に来日した時に特集番組のテレビカメラの前でスプーン曲げを行い全国に放送されたので、よく知られるようになった。